# Мальцев, Виктор Иванович
Ви́ктор Ива́нович Ма́льцев (25 апреля 1895, Гусь-Мальцевский, Владимирская губерния — 1 августа 1946, Москва) — полковник Красной армии (1936). Во время Великой Отечественной войны перешёл на сторону Германии. Участник «власовского» движения. Генерал-майор РОА и командующий Военно-воздушными силами Комитета освобождения народов России (КОНР, 1945). В 1945 году сдался в плен американцам, вместе с другими руководителями КОНР был передан в СССР. В 1946 году был осуждён по обвинению в государственной измене, лишён воинских званий и государственных наград СССР, казнён через повешение.

## Биография

### Происхождение
Родился в крестьянской семье. В 1918 году добровольно вступил в Красную армию, в 1919 году окончил Егорьевскую школу военных лётчиков, участник Гражданской войны. В 1918—1921, 1925—1938 и 1940—1941 годах — член РКП(б) / ВКП(б). В 1921 году был исключён по подозрению в родстве с крупным предпринимателем Мальцевым, в 1938 году — в связи с арестом.

### Военная служба в РККА
Был инструктором Егорьевской школы военных лётчиков; по некоторым данным, был одним из инструкторов В. П. Чкалова. В 1925—1927 годах — начальник Центрального аэродрома под Москвой, в 1927—1931 годах — помощник начальника, с 1931 года — начальник Управления ВВС Сибирского военного округа, затем находился в резерве. С 1936 года — полковник. С 1937 года — начальник Туркменского управления Гражданского воздушного флота.
11 марта 1938 года арестован органами НКВД по обвинению в участии в «антисоветском военном заговоре»; содержался в Ашхабадском управлении НКВД, где подвергался пыткам, однако виновным себя не признал. 5 сентября 1939 года освобождён, реабилитирован, но не вернулся на значимую руководящую работу. В декабре 1939 года был назначен начальником санатория Аэрофлота в Ялте.

### В рядах РОА и Комитета освобождения народов России
В ноябре 1941 года, после занятия Ялты немецкими войсками, явился в форме полковника ВВС Красной армии в немецкую комендатуру и заявил о стремлении бороться с большевиками. Некоторое время провёл в лагере военнопленных (как старший офицер запаса), после освобождения отказался заняться выявлением советских и партийных работников, оставшихся в городе. Тогда немецкие власти поручили ему проверить работу ялтинской городской управы — в ходе проверки Мальцев обнаружил в её работе большие недостатки. После этого, в марте 1942 года согласился стать бургомистром Ялты, но уже в мае был смещён с этой должности как состоявший ранее в компартии. С сентября 1942 года был мировым судьёй в Ялте. С декабря того же года занимался формированием антисоветских воинских подразделений. Большим тиражом (50 тысяч экземпляров) была опубликована книга «Конвейер ГПУ», где Мальцев описал свой арест и дальнейшее заключение. Книга активно использовалась немецкой пропагандой.
В 1943 году начал заниматься формированием Русской восточной авиационной группы. В частности, посещал лагеря военнопленных, агитируя лётчиков вступать в эту воинскую часть. В 1944 году выступал с антисталинскими речами по радио и в лагерях военнопленных. В том же году руководил формированием нескольких авиационных групп из числа пленных советских лётчиков для перегонки самолётов с немецких заводов в действующие части германской армии.
С осени 1944 года руководил формированием в Хебе (Чехия) авиационной части, которая в феврале 1945 года составила основу ВВС РОА Комитета освобождения народов России (КОНР). В том же месяце назначен командующим ВВС КОНР с присвоением воинского звания генерал-майора. К весне 1945 в состав ВВС КОНР входили до пяти тысяч человек, включая авиационный полк, укомплектованный лётным составом и материальной частью (40—45 самолётов), полк зенитной артиллерии, парашютно-десантный батальон, отдельная рота связи. Командные посты в авиационном полку занимали как лётчики из числа эмигрантов, так и два попавших в плен Героя Советского Союза — Семён Бычков и Бронислав Антилевский. Штаб ВВС КОНР располагался в Марианске-Лазне.
30 апреля 1945 года вместе со своими подчинёнными сдался представителям 3-й американской армии, содержался в американских лагерях военнопленных в Германии и Франции (в Шербуре). В августе 1945 года был передан представителям советского командования, пытался покончить с собой и нанёс себе тяжёлое ранение — перерезал горло.

### Тюрьма, суд, казнь
С 1945 года содержался в Бутырской тюрьме в Москве (первоначально в тюремной больнице). Историк К. М. Александров, изучавший материалы дела Власова и его окружения, писал, что «материалов Мальцева практически нет, есть дата, несколько вопросов, ответов, показаний нет. Это говорит, что на процессе он показаний никаких практически не давал». Непредсказуемость поведения Мальцева, как и некоторых других «власовцев» (существовали опасения, что подсудимые могут начать излагать свои взгляды, «объективно совпадающие с настроениями определённой части населения, недовольной Советской властью»), привела к тому, что судебный процесс над ними был закрытым. На суде Мальцев признал себя виновным, был приговорён к смертной казни Военной коллегией Верховного суда СССР, и 1 августа 1946 был повешен во дворе Бутырской тюрьмы.
Останки казнённых кремировали и захоронили в безымянном рву Донского монастыря.